# Tolnaodes calocraspeda
Tolnaodes calocraspeda är en fjärilsart som beskrevs av Louis Beethoven Prout 1919. Tolnaodes calocraspeda ingår i släktet Tolnaodes och familjen nattflyn. Inga underarter finns listade i Catalogue of Life.